# Sexsmith
Sexsmith is een plaats (town) in de Canadese provincie Alberta en telt 1959 inwoners (2006).